# Салангана молуцька
Саланга́на молуцька (Aerodramus infuscatus) — вид серпокрильцеподібних птахів родини серпокрильцевих (Apodidae). Ендемік Індонезії. Сулавеські і серамські салангани раніше вважалися підвидами молуцької салангани.

## Опис
Довжина птаха становить 10 см. Верхня частина тіла рівномірно темно-сіра, смуга на тімені майже непомітна, нижня частина тіла блідо-коричнева. Крила широкі, другорядні махові пера дещо вигнуті. Хвіст вирізаний. У сулавеських і серамських саланган смуга на надхвісті ширша і більш виражена. Від бурих саланган молуцькі салангани відрізняються більш опереними лапами і більш світлою нижньою частиною тіла.

## Поширення і екологія
Молуцькі салангани мешкають на островах Хальмахера, Тернате і Моротай на півночі Молуккських островів. Вони живуть переважно у вологих рівнинних і гірських тропічних лісах, на висоті до 2500 м над рівнем моря. Гніздяться в печерах. Живляться комахами, яких ловлять в польоті.